# 클레렌스 R. 휴브너
클레렌스 랄프 휴브너(1888.11.24 ~ 1972.9.23)은 많은 훈장을 수여받은 제2차 세계 대전 당시의 육군 중장이다.

## 제1차 세계 대전
부시튼의 농장 소년이었던 클레렌스는 7년간 미국 제18보병여단에 근무하면서 1916년 11월 일반적인 업무를 부여받았다. 제1차 세계 대전 동안 그는 제1보병사단의 사단, 군단, 여단을 이끌며 (빅 레드 원) 생미히엘 전투, 소이송 전투, 그리고 뮤즈-아르곤 공세에 이어 캉티니 전투에 참여함으로써 첫 미군 여단 공격을 이끈 장교가 되었다. 이 전쟁에서 그의 업적은 그가 2개의 수훈 십자 훈장과 은성 훈장을 받는데 기여했다. 1924년 그는 사령 및 장교 학교에 입학해 1929년부터 1933년까지 교수로 일했다.

## 제2차 세계 대전

### 빅 레드 원
1943년 휴브너 장군은 오마 브래들리의 추천으로 인해 테리 드 라 메사 앨런 중령이 이끌던 제1보병사단의 유명한 사령관이 되었다. 빅 레드 원이라는 별칭이 붙은 제1보병사단은 앨런의 지도력 하에 상당한 전투 성과를 올려서 이를 즐기고 있었지만, 브래들리는 앨런과 루즈벨트 대통령의 전시 지도력 스타일에 몹시 비판적이었다. 이 둘은 전투 능력을 기술이나 교육보다 더욱 중시했다. 브래들리가 말하기를 "연합군이 튀니스에 입성한 후 열병하는 동안 앨런의 제1보병사단은 그들 스스로 튀니스에서의 승리를 자축하고 있었다. 튀니스에서 알지유까지 이어진 모든 도로에서 사단은 황폐해진 와인 가게와 화가난 시장들을 남겨놓았다. 사단이 문제를 진짜로 문제를 일으킨 곳은 오랑이었다. 물자 지원 병력이 오랑에서 오랫동안 주둔하면서 클럽을 닫고 우리 전투 병력을 전선으로 내보냈다. 이러한 행동에 짜증나서 제1보병사단은 마을을 다시 한 번 해방시키기 위해 마을로 쳐들어갔다." 이러함에도 불구하고 브래들리는 "아무도 병력의 지도력 면에서 예상가능하지 않은 테리 엘런을 그 누구도 축출하지 않았다"고 시인했다.
사령관 직을 맡은 이후 휴브너 장군은 즉시 기술, 열병, 그리고 시칠리아 전투에서 독일군 병력과 혈전을 치른 베테랑들을 포함한 제1보병사단의 무기 제조 주문을 명령했다. 이것은 앨런 장군 밑에서 그들의 실력을 감추려고 노력하지 않은 사람들이었더 사단의 목록 포함인들조차도 그를 만족시키지 못했다. 빅 레드 원의 사람 중 한 명이 역겹게 말했듯, "지옥이 울렸다. 우리는 독일군을 몇 달 째 죽였는데, 이제 그들은 소총 쏘는 법을 가르치고 있는 거야? 이치에 맞지도 않잖아." 그러나 브래들리와 아이젠하워의 지지 하에 휴브너는 이를 지속하여 사단의 사기를 점진적으로 회복시켰다. 제2차 세계 대전 당시 빅 레드 원의 사령관으로써 그는 오마하 해변에서 첫번째 공격을 주도했고, 생로에서 성공적인 보병 공격을 이끌어냈다. 그는 처음으로 모르탱에서 독일군의 반격을 물리쳤으며 독일군이 프랑스로부터 도망가게 하여 아헨 전투와 휘르트겐 숲의 전투에서 독일군을 마모시켰다.

### 5군단 사령관
1945년 1월 휴브너는 5군단의 사령관 직을 맡아 라인강에서 엘베강까지 진격하게 했고, 그의 군대가 처음으로 소련군과 접촉하게 했다.

## 전후 활동
2차 대전 이후 휴너는 연합군의 독일 점령지의 마지막 군정관이었는데, 그의 임기는 1949년 5월 15일부터 1949년 9월 1일까지였다. 그는 1950년 은퇴하여 1951년 9월 1일 뉴욕주 시민 보호 위원회의 위원장이 되어 1961년 1월까지 그 직위를 맡았다.

## 외부 자료
- Army.mil: Clarence R. Huebner
- arlingtoncemetery.net article 보관됨 2007-10-10 - 웨이백 머신

| 전임 루시우스 디 클레이 | 독일의 연합군 군정기 미국군 사령관 권한대행 1949년 5월 15일 ~ 1949년 9월 21일 | 후임 (고등 판무관)존 제이 맥코이 |